# Colpach-Haut
Colpach-Haut (luxembourgeois : Uewerkolpech, allemand : Obercolpach) est une section de la commune luxembourgeoise d'Ell située dans le canton de Redange.